# گوتیه اوت
گوتیه اوت (انگلیسی: Gautier Ott؛ زادهٔ ۷ ژانویهٔ ۲۰۰۲) بازیکن فوتبال است که در پست مهاجم بازی می‌کند.
از باشگاه‌هایی که در آن بازی کرده‌است می‌توان به باشگاه فوتبال نانسی اشاره کرد.
وی همچنین در تیم ملی فوتبال زیر ۱۸ سال فرانسه بازی کرده‌است.